# Paweł Świetlicki
Paweł Świetlicki, niemiecka forma nazwiska: Swiedelitzcky, (ur. 13 stycznia 1699 w Ostrowinie, zm. 9 listopada 1756 w Gdańsku) – polski teolog, kaznodzieja ewangelicki, chemik, fizyk i orientalista.

## Życiorys
Urodził się w Ostrowinie pod Ostródą, jako syn Marcina, kaznodziei ewangelickiego, i Doroty z Brodowskich. Pierwsze nauki pobierał w gdańskiej szkole Św. Jana (od roku 1710), a następnie w tamtejszym Gimnazjum Akademickim (do roku 1715). Później studiował teologię, języki wschodnie i nowożytne. W roku 1720 udał się na studia zagraniczne (Rostock, Lubeka i Wittenberga), zwiedzając w międzyczasie niemieckie uniwersytety (Lipsk, Halle i Frankfurt nad Odrą). W roku 1724 wyjechał do Holandii, a rok później (1724) udał się do Paryża, skąd przeniósł się do Anglii, gdzie objął posadę guwernera (nauczyciela domowego) synów hrabiny von der Lippe.
Lektor języka polskiego w Gimnazjum Akademickim w Gdańsku i profesor filologii na uniwersytecie w Wittenberdze. Członek Towarzystwa Przyrodniczego w Gdańsku.

## Twórczość
Autor wielu prac teologicznych i książki o astrologii perskiej:
1. Astrologiam Persicam, ad instantiam Legati Regis Persarum, dum Gedani degeret, nuper conscriptam... publicam in lucem protrahent praeses Paulus Pater mathemat. prof. publ. et respondens Paulus Świetlicki, Osteroda Borussus. In auditorio Athenaei maximo die VII Maii anno 1720..., Gdańsk 1720, (przedmowa Patera, rozprawa o astrologii orientalnej – Świetlickiego; dedykowana J. E. Lindemu i 7 innym gdańszczanom)
2. Ruhmvolles Leben des... Herrn Johann von Sinclair über die Dantziger Soldatesque Obercommandanten zeigte bey solenner Beerdigung 1731 in einer Trauer-Rede, Gdańsk (1731)
3. Antwort – Schreiben auf die Abhandlung der Liebe und Einigkeit aller Gläubigen in der Apostolischen Kirche... womit... Herrn Joachimo Weickhmanno... zum Neuen Jahr anredet Johannes Daniel Kickebusch, Prediger bey der St. Jacobs-Kirche, (Gdańsk) 1736; rękopis Biblioteki Miejskiej w Gdańsku 79 in Ms 501; druk nienotowany przez Estreichera, podaje go W. Pniewski (według egz. Biblioteki Miejskiej w Gdańsku)
4. Hiobs Glauben als das bewahrteste Mittel recht weise und gerechte Obern zu machen..., Gdańsk 1740; druk nienotowany przez Estreichera, podaje go W. Pniewski (według egz. Biblioteki Miejskiej w Gdańsku)
5. Ordnung des Heils, Gdańsk 1747, wyd. 2 poszerzone Gdańsk 1749; główne dzieło teologiczne Świetlickiego, napisane w duchu pietystycznym; druk nienotowany przez Estreichera, podaje go W. Pniewski (według egz. Biblioteki Miejskiej w Gdańsku)
6. Die beharrliche Treue in der Selbstverleugnung als die beste Vorbereitung zum seligen und freudigen Sterben wurde bey Beerdigung der Wohledlen und Tugendbelobten Junngfer Theodora Renata Kleinin in der Oberpfarr-Kirche zu St. Marien den II Februarius 1751..., Gdańsk (1751)
7. Weitere Ausführung des Entwurfs der Ordnung des Heiles, wyd. 2 Gdańsk 1771; druk nienotowany przez Estreichera, podaje go W. Pniewski (według egz. Biblioteki Miejskiej w Gdańsku).